# 18. SS-Freiwilligen-Panzergrenadier-Division "Horst Wessel"
La 18. SS-Freiwilligen-Panzergrenadier-Division Horst Wessel fu costituita con il nucleo originario della 1. Brigata di fanteria SS, a cui vennero aggregati diversi volksdeutsche ungheresi.
Utilizzata in operazioni anti-partigiane sul Fronte Orientale, un reggimento venne destinato a soffocare la sommossa scoppiata in Slovacchia nell'agosto del 1944. In seguito singole unità vennero impegnate in Ungheria e in Cecoslovacchia, dove vennero sistematicamente distrutte dalle forze sovietiche.

## Teatri operativi
- Ungheria (formazione e addestramento), aprile-dicembre 1944
- Fronte orientale, novembre 1944 - aprile 1945[1]

## Storia
La divisione fu istituita il 25 gennaio 1944 tra Agram e Cilli dalla 1. SS-Infanterie-Brigade e da personale proveniente dalle unità di addestramento SS; principalmente da tedeschi etnici provenienti da Ungheria e Romania. Contemporaneamente alla sua formazione avrebbe dovuto proteggere la zona dai partigiani di Tito, tuttavia l'equipaggiamento della divisione per quanto riguarda veicoli, mitragliatrici e armi pesanti era completamente inadeguato.
All'inizio di aprile 1944, la divisione ricevette l'ordine di spostarsi in Ungheria. Nel luglio dello stesso anno venne mandato un gruppo di combattimento in Ucraina che combatté sul fiume Dniester, vicino a Chodorow ed il 16 agosto 1944 fu trasferito nell'area a sud di Mielec, ma fu costretto a ritirarsi nell'area a di Dabrowa, a nord di Tarnow, subendo pesanti perdite. Successivamente, quando rientrò il gruppo di combattimento, la divisione avanzò nella Slovacchia centrale a partire dal 18 ottobre 1944 e fu poi schierata nella zona di Jasz-Ladany, a nord di Szolnok. Quando l'Armata Rossa lanciò la sua offensiva il 9 novembre 1944, alcune unità della divisione si arresero al primo scontro con i sovietici, a causa della mancanza di comando, addestramento e armamento. Il 13 novembre 1944, la divisione era concentrata nella zona di Jasz-Bereny e due giorni dopo, si schierò in posizione per difendere Budapest, combattendo nei pressi di Aszod e Ecseg, dimostrandosi nuovamente inaffidabile.
Il 16 dicembre 1944 ritirata dalla linea del fronte e riorganizzata nella zona tra Schemnitz e Karpfen. All'inizio di febbraio 1945 fu trasferita a nord, in Moravia e Ostrau. Il 16 febbraio 1945, l'Armata Rossa attaccò e questa volta la divisione riuscì a mantenere le sue posizioni, ma quando l'Armata Rossa lanciò la sua grande offensiva nel marzo 1945, la divisione fu quasi completamente distrutta. Il 21 marzo 1945, i resti della divisione si erano radunati nella zona di Obersdorf, da dove questo gruppo di combattimento delle dimensioni di un reggimento fu schierato nella zona di Ratibor e fu fatto prigioniero dai sovietici sotto il comando della 371. Infanterie-Division. Il 10 aprile 1945, gli ultimi elementi della divisione furono trasferiti al fronte ed il 7 maggio 1945 ricevettero l'ordine di ritirarsi sul fiume Elba e numerosi membri della divisione furono uccisi dai partigiani cechi.

## Ordine di battaglia
- SS-Panzergrenadier-Regiment 39
- SS-Panzergrenadier-Regiment 40
- SS-Artillerie-Regiment 18
- SS-Panzer-Abteilung 18
- SS-Instandsetzungs-Abteilung 18
- SS-Flak-Abteilung 18
- SS-Nachrichten-Abteilung 18
- SS-Panzer-Aufklärungs-Abteilung 18
- SS-Panzerjäger-Abteilung 18
- SS-Pionier-Bataillon 18
- SS-Nachschubtruppen 18
- SS-Sanitäts-Abteilung 18
- SS-Wirtschafts-Bataillon 18
- SS-Feldersatz-Bataillon 18
- SS-Panzergrenadier-Ausbildungs-Bataillon 18[1][2]

## Decorati con la Croce di Cavaliere
In totale furono 2 gli uomini decorati con la Croce di Cavaliere della Croce di Ferro.

## Comandanti
- SS-Brigadeführer Wilhelm Trabandt (25 gennaio 1944 - 3 gennaio 1945)
- SS-Gruppenführer Josef Fitzthum (3 gennaio 1945 - 10 gennaio 1945)
- SS-Oberführer Georg Bochmann (10 gennaio 1945 - marzo 1945)
- SS-Standartenführer Heinrich Petersen (marzo 1945 - 8 maggio 1945)[1][2]